# Oberhessische Presse
'Oberhessische Presse' est un journal quotidien allemand local diffusé dans l'arrondissement de Marbourg-Biedenkopf, Land de Hesse.

## Histoire
Oberhessische Presse est créé en 1951 de la fusion de l’Oberhessische Zeitung et du Marburger Presse. En 2002, la famille Hitzeroth vend la participation majoritaire de 51% à l'investisseur externe, la maison d'édition Madsack, dans laquelle le SPD détient également des parts ; Wolfram Hitzeroth continue de détenir 49% de la société. Le 1er janvier 2015, Wolfram Hitzeroth rachète les 51% de Madsack. Il avait auparavant cédé 6% des actions à son épouse Luise Hitzeroth. Depuis lors, ils sont les seuls propriétaires de Hitzeroth Druck + Medien GmbH & Co. KG et d’Oberhessische Presse. Le journal reçoit une attention nationale en 2013 dans le cadre du procès du Nationalsozialistischer Untergrund lorsqu'il cède l'espace de presse qui lui était attribué au Frankfurter Allgemeine Zeitung.